# チリの鉄道
チリの鉄道（チリのてつどう）では、チリの鉄道について記す。

## 鉄道史
- チリの鉄道史（英語版）
- チリ国鉄#歴史

## 事業者
- チリ国鉄(EFE)とその子会社

他多数の民営企業

## 隣接国との鉄道の接続
- ボリビア - 同じメーターゲージであり、アリカ - ラパス間や、アントファガスタ - ウユニ間などでつながっている。
- アルゼンチン - 1984年に休止されたアンデス横断鉄道は、チリのロスアンデスとアルゼンチンのメンドーサを結ぶ全長100kmの狭軌(1.000mm)の山岳鉄道でラック式鉄道の区間を含んでいた。しかしチリ側の鉄道は1,676mmの広軌であり、ラック式鉄道区間を越えるには専用の車両が必要であったために、この鉄道で両方の国の間を移動するには2回の乗換が必要であった。この路線を再開するための民間企業との請負契約（コンセッション）が計画されている[1][2]。
- アルゼンチン - アントファガスタとサルタを結ぶ狭軌(1.000mm)の鉄道(アントファガスタ・サルタ鉄道)。国境を越える列車は貨物のみであり、旅客列車は臨時でそれぞれの国内区間のみの運行である。一部区間は災害などにより運休が長引いている[3]。
- ペルー - 1.435 mm軌間の鉄道がチリ北部のアリカとペルー南部のタクナを結んでいる。旅客列車には1両の気動車を使用。